# Hermann Sixt
Hermann Sixt (* 12. Juli 1957) ist ein ehemaliger deutscher Fußballspieler, welcher in der Saison 1979/80 zwei Länderspiele in der deutschen Fußballnationalmannschaft der Amateure absolviert hat. In der gleichen Runde hat der Offensivspieler des TSV 1860 Rosenheim in Reihen der bayerischen Amateurauswahl den Wettbewerb des Länderpokals gewonnen.

## Laufbahn
Der Amateurfußballer Hermann Sixt erspielte sich in der Saison 1975/76 mit seinem Verein 1860 Rosenheim in der Landesliga Bayern Süd die Meisterschaft und damit den Aufstieg in die Fußball-Bayernliga. Mit den Rot-Weißen aus dem oberbayerischen Markt Rosenheim spielte der talentierte Angreifer danach bis zum Jahr 1982 ununterbrochen in der höchsten bayerischen Amateurklasse. Sixt kam in sechs Runden für das Team vom Jahnstadion auf 172 Ligaeinsätze, in denen er 26 Tore erzielte. In der ersten Saison Bayernliga, 1976/77, Sixt feierte den 20. Geburtstag, stürmte für Rosenheim auch der ehemalige FC Bayern München-Stürmer Dieter Brenninger für den Aufsteiger, welcher mit dem 11. Rang den Klassenerhalt sicherte. Als in der Runde 1979/80 Rosenheim mit 32:36 Punkten auf dem 13. Rang stehend, knapp vor Kickers Würzburg, FC Wacker München, FC Vilshofen, VfR Neuburg und dem FC Bayern Hof die Runde beendete, hatte Stürmer Sixt persönlich eine sehr erfolgreiche Runde in Auswahlteams erlebt.
In der letzten Phase der erstmals am 14. Mai 1952 in einem Länderspiel angetretenen Nationalmannschaft der Amateure, im Oktober und November 1979, wurde der 22-jährige Angreifer von 1860 Rosenheim vom für die DFB-Amateure zuständigen DFB-Trainer Erich Ribbeck, in den Nationalmannschaftskader berufen. Sixt debütierte am 31. Oktober 1979 in Osnabrück beim Länderspiel gegen Sowjetunion „B“ bei einer 1:3-Testspielniederlage in der Amateurnationalmannschaft. Er wurde für Rechtsaußen Jürgen Halbe in der zweiten Halbzeit eingewechselt. Das Spiel fand zwei Wochen vor dem letzten Olympiaqualifikationsspiel am 14. November in Baunatal gegen Norwegen statt. Das Spiel verlor die deutsche Amateurauswahl mit 0:1. Im Mittelfeld und im Angriff war das Team im 4:3:3-System mit Uwe Eplinius, Dieter Kohnle, Ralf Obermüller (Mittelfeld) und Michael Grünewald, Klaus Gahr und Arno Wolf (Angriff) angetreten. Sixt wurde in das Team von Spielführer Valentin Herr für Flügelstürmer Arno Wolf eingewechselt. Es war das 154. und letzte Länderspiel der Amateurnationalmannschaft des DFB.
Als sich die Amateurauswahl von Bayern im Jahr 1980 nach Erfolgen gegen Berlin (3:0, 4:0), Mittelrhein (3:1, 3:1) und im Halbfinale gegen Hessen (3:0, 1:2) durchgesetzt hatte, gehörte der Mann aus Rosenheim der Finalelf am 1. Mai 1980 in Bocholt gegen den Niederrhein an. Die von BFV-Verbandstrainer Gerhard Wagner betreute Auswahl setzte sich im Endspiel mit 4:2 durch und holte erneut den Titel nach Bayern. Sixt stürmte auf Rechtsaußen an der Seite von Mitspielern wie Hans Pflügler, Dieter Bernhardt und Norbert Hartmann. Der Niederrhein war mit Spielern wie Kurt Balewski, Werner Albrecht und Hans-Jörg Stiller angetreten.
Mit 28:48 Punkten stieg Sixt nach der Saison 1981/82 mit Rosenheim aus der Bayernliga ab. Noch bis 1990 war er für 1860 Rosenheim in der Landesliga Bayern Süd aktiv.